# S-Bahn

Логотип німецького S-Bahn

Логотип австрійського S-Bahn

S-Bahn — система залізничного транспорту, широко розвинена в Німеччині, Австрії та Швейцарії, яка поєднує функції міського, приміського та міжміського сполучення. Назва S-Bahn зазвичай є скороченням від нім. Stadtschnellbahn (міська швидкісна залізниця), рідше — від нім. Schnellbahn (швидкісна залізниця) або нім. Stadtbahn (міська залізниця).
S-Bahn займає проміжну ланку між міським громадським транспортом і приміськими поїздами, використовуючи звичайні залізничні лінії як у межах міста, так і за його межами. Рухомий склад S-Bahn переважно складається з електропоїздів залізничних габаритів, рідше — моторвагонних поїздів. Відстані між станціями S-Bahn зазвичай менші, ніж у регіональних поїздів (RegionalBahn), але більші, ніж у метрополітенах, легкорейковому транспорті чи вуличних видах міського транспорту (трамваях, автобусах тощо). Зазвичай вхід до вагонів S-Bahn знаходиться на одному рівні з пероном. Вартість проїзду в S-Bahn, як правило, відповідає тарифам міського громадського транспорту для поїздок у межах міста, а також регіональним тарифам для міжміських поїздок і автобусів.
«RER» (Réseau express régional: Франція і Західна Швейцарія), SKM (Szybka Kolej Miejska) у Варшаві і Тримісті (Польща), «S-tog» в Копенгагені (Данія), Merseyrail (Ліверпуль) і SPT залізничної мережі у Глазго (Велика Британія) вельми подібні до S-Bahn.

## Становлення

### Перші парові послуги

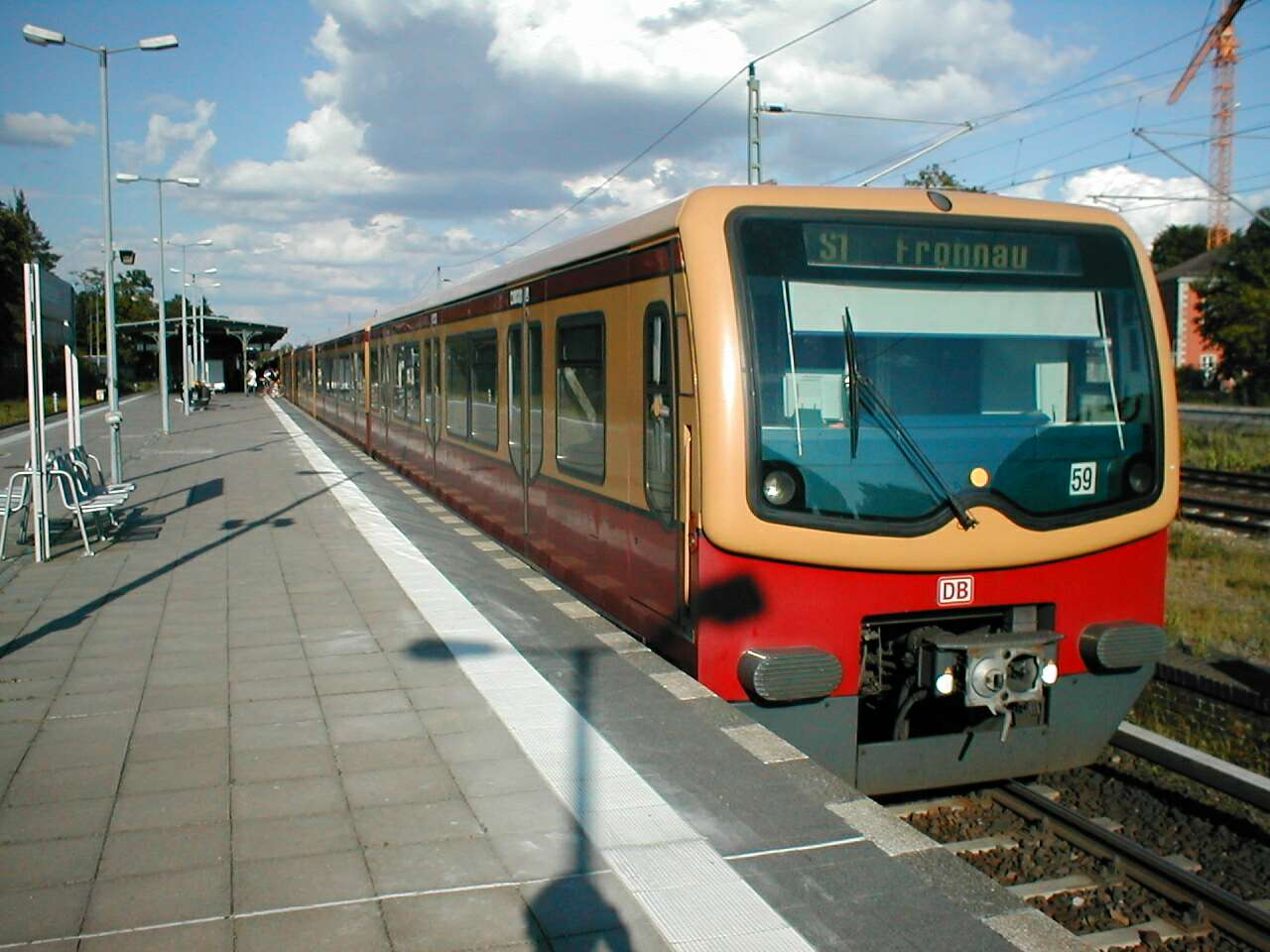
Електричний Рейковий автобус Берлінського S-Bahn

1882 року збільшення кількості паровозів в околицях Берліна змусило Пруську Державну залізницю будувати окремі залізничні колії для приміських перевезень. Berliner Stadtbahn сполучив в Берліні вісім міжміських залізних станцій, які були розташовані по всьому місту. Нижча вартість проїзду введена на новітній Berliner Stadt-, Ring- und Vorortbahn (Берлінська міська-, кільцева- і приміська залізниця) з 1 жовтня 1891. Вартість проїзду й малий інтервал руху відрізняв її від інших залізниць.
Другою приміською залізницею була Hamburg-Altonaer Stadt- und Vorortbahn, що сполучила Гамбург з Альтоною і Бланкенезе. Альтонський офіс Пруської Державної залізниці, на паровій тязі, було відкрито в 1906 році.

### Електрифікація
З початку XX сторіччя з'явились перші потяги на електричній тязі, маючи живлення від контактної мережі в 15 000 В. Так як контактна мережа була вельми не зручна для паровозів, Berliner Stadt-, Ring- und Vorortbahn перейшов на живлення від постійного струму в 750 В по третій рейці. У 1924 році, запроваджено перший електрифікований маршрут.
У 1930 році, Berliner Stadt-, Ring- und Vorortbahn перейменовано на S-bahn.
У 1907 році, в Гамбурзі була створена експериментальна лінія на змінному струмі. У мережі використовувались паровози до 1940 року, коли їх було остаточно замінено локомотивами живленням 1200 В постійного струму. У 1934 році, Hamburg-Altonaer Stadt- und Vorortbahn перейменовано на S-Bahn.

## Мережа S-Bahn в Німеччині
- S-Bahn Berlin
- S-Bahn Bremen
- S-Bahn Dresden
- S-Bahn Hamburg
- S-Bahn Hannover
- S-Bahn Leipzig-Halle
- S-Bahn Magdeburg
- S-Bahn München
- S-Bahn Nürnberg

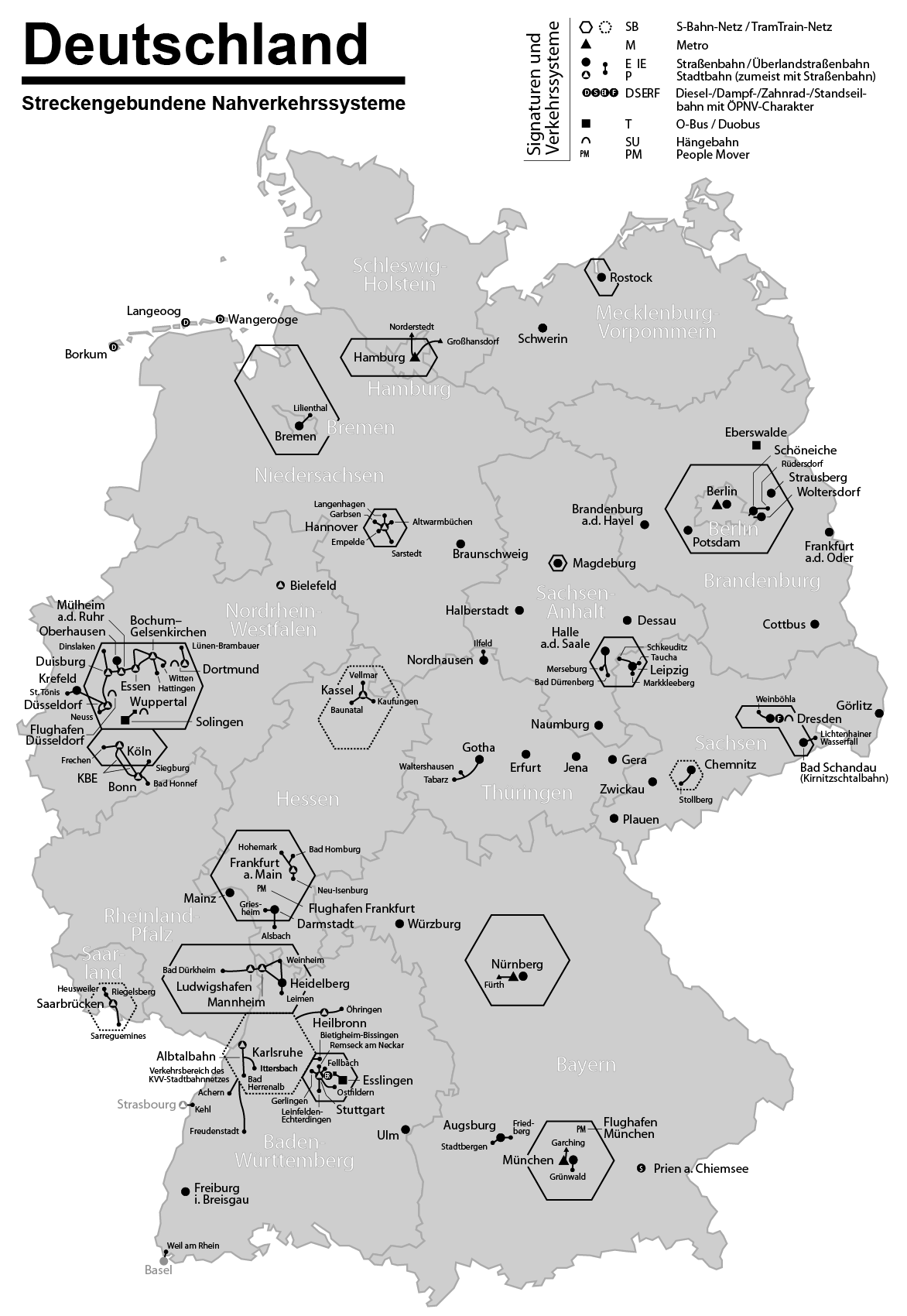
Мережа S-Bahn в Німеччині, разом з іншими метросистемами

- S-Bahn Rhein-Main (Франкфурт-на-Майні/Майнц/Вісбаден)
- S-Bahn RheinNeckar (Людвігсгафен / Мангайм / Гайдельберг / Карлсруе)
- S-Bahn Rhein-Ruhr (Рурський регіон / Кельн)
- S-Bahn Rostock
- S-Bahn Stuttgart
- S-Bahn Erfurt

Stadtbahn Karlsruhe (Трамвай-поїзд) використовує зелену літеру «S» логотипу, хоч S-Bahn не вважається. Синій логотип U-Bahn не використовується, так як нема підземних дільниць.
Попри назву Breisgau-S-Bahn (Фрайбург) та Ortenau-S-Bahn (Оффенбург) є RegionalBahn.

## Мережа S-Bahn в Австрії

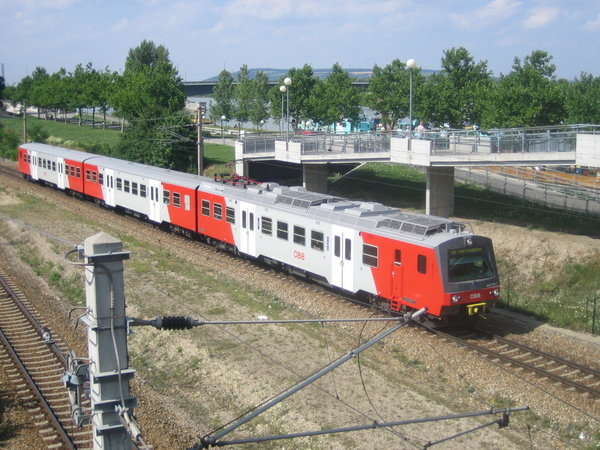
S-Bahn Wien, лінія S45

Найстаріша мережа S-Bahn в Австрії  — S-Bahn Wien (Віденський S-Bahn), яка використовується переважно для міжміських перевезень. Вона створена в 1960-і рр., але до 2005 року, її зазвичай називали Schnellbahn.
У 2004 року, введено в дію Зальцбурзький S-Bahn (S-Bahn Salzburg), перший єврорегіональний S-Bahn, що перетинає кордон до сусідніх баварських міст Фрайлассінг та Берхтесгаден. Ця мережа використовується двома корпораціями: Австрійські Федеральні залізниці ÖBB та Salzburger Lokalbahn.
Мережа S-Bahn в Граці S-Bahn Graz знаходиться на першому етапі будівництва. Лінії S1, S11, S5, S51, S6, S7, в дії, а S3, S31 и S32-ще будуються і мають бути введені в дію в 2012.
Починаючи з 9 грудня 2007, Інсбрук має власний S-Bahn (S-Bahn Tirol), що сполучає Тельфс зі станцією Іннсбрук-Головний та Галль-ін-Тироль.
Рухомий склад  —   Siemens Desiro та Bombardier Talent.
Регіональна залізниця Форарльберг Рейнська долина є номінально S-Bahn.
S-Bahn в Лінці є дискусійнім.

## Мережа S-Bahn в Швейцарії
S-Bahn також використовується в німецькомовній Швейцарії. У франкомовній частині для його позначення вживається абревіатура RER, але напрямок позначається з літерою S (на кшталт S2).
Найперша мережа в Швейцарії Berne S-Bahn, яку введено в дію в 1987 році, вона також єдина в Швейцарії яка використовує кольорову «S» на логотипі. У 1990 році, було введено в дію Zürich S-Bahn. S-Bahn обслуговування було введено на Bahn 2000 об'єднуючи мережі S-Bahn Luzern в Центральній Швейцарії й Zug Stadtbahn, в Санкт-Гален (S-Bahn St. Gallen) і Тічино (S-Bahn Tessin).
Regio S-Bahn Basel обслуговує єврорегіон «Regio TriRhena», що є міжнаціональним сполученням Франції і Німеччини. Тунель з'єднуючий дві міжміських залізничні станції у Базелі (Badischer Bahnhof й Basel SBB) планувався як Herzstück Regio-S-Bahn Basel.
Réseau Express Vaudois Лозанни мають бути включені в заплановану S-Bahn Léman (французькою RER Léman) навколо Женевського озера (fr. Lac Léman) Женева має стати другим центром цієї мережі. Міжнаціональні мережі Боденське озеро — німецькі землі Баден-Вюртемберг та Баварія, австрійська земля Форарльберг і швейцарські кантони Санкт-Галлен і Тургау є в стадії розробки. Можливі назви Bodensee-S-Bahn й Alpenrhein-Bahn.

## Подібні мережі в інших країнах
Приміський залізничний транспорт, відомий всьому світу. Проте більшість з мереж відрізняється від німецького S-bahn структурою і назвою.

### Австралія
На кшталт європейського S-Bahn, Сіднейський CityRail поєднує в собі велику мережу приміського сполучення з підземною мережею у місті (City Circle, й Eastern Suburbs railway line). Подібна система існує також в Перті.

### Україна
В Україні тільки почався розвиток залізниці і міської залізниці в великих містах, здебільшого в генплани міст входять реконструкція залізниці в межах міста і розвиток нового магістрального транспорту, проєкти Укрзалізниці в Києві — Kyiv City Express та Дніпрі — Dnipro City Express.

### Бразилія
CPTM (Companhia Paulista de Trens Metropolitanos), приміська залізниця в Сан-Паулу інтегрована з мережею підземки, що утворює своєрідну метромережу.

### Чехія
Esko — Spojení pro město — було створено в Празі в грудні 2007.

### Данія
S-tog мережа в Копенгагені, була відкрита в 1934.

### Фінляндія
Гельсінська приміська залізниця є комбінацією S-Bahn й Regionalverkehr

### Франція
Французький Réseau Express Régional, початково використовувалась тільки в Парижі. На разі має значення S-Bahn на теренах Франції й Швейцарії. Тільки RER, серед S-Bahn має підземні станції.
Оскільки він обслуговується й SNCF, лінія С Тулузького метрополітену інколи зветься toulousain RER. Запроектована Ліонська мережа швидше за все буде мережею трамвай-поїзд.

### Угорщина
HÉV є мережею з чотирьох приміських гілок навколо Будапешту. Початково HÉV будувалось як відгалуження Угорської державної залізниці. Наразі HÉV знаходяться в підпорядкуванні національної транспортної компанії у Будапешті. Але не є частиною Будапештського метро.

### Італія
Приміські лінії Міланської транспортної системи були перейменовані у Linee S в 2005. Вони підпорядковуються Trenitalia, Ferrovie Nord Milano (регіональні залізниці Ломбардії) й TILO (регіональні залізниці Тічино-Ломбардії).

### Іспанія
Поміж Cercanías, мережі є в Астурії, Країні Басків й Кантабрії. Обслуговуючи компанії EuskoTren й FEVE. Дві підмережі у Барселоні в обслуговуванні Ferrocarrils de la Generalitat de Catalunya.

### Швеція
Стокгольмська приміська залізниця (швед. Stockholms pendeltåg) введена в дію в 1960-х роках. Pendeltåg й Стокгольмський метрополітен (швед. Stockholms tunnelbana) об'єднані на кшталт S-Bahn й U-Bahn Берліна і Гамбурга. Pendeltåg не є назвою Стокгольмської мережі, але є шведським еквівалентом терміну S-Bahn.
Гетеборзька приміська залізниця (швед. Gothenburg pendeltåg) складається з двох регіональних маршрутів (Alingsåspendeln й Kungsbackapendeln). Третій маршрут (Alependeln) наразі будується.
Pågatågen (швед. Skåne pendeltåg) у Сконе також має назву Malmö pendeltåg.